# Melicoccus oliviformis
Melicoccus oliviformis är en kinesträdsväxtart. Melicoccus oliviformis ingår i släktet Melicoccus och familjen kinesträdsväxter.

## Underarter
Arten delas in i följande underarter:
- M. o. intermedius
- M. o. oliviformis